# Византийско-венгерская война (1182—1185)
Византийско-венгерская война 1182—1185 — военный конфликт между Венгерским королевством Белы III и Византийской империей.

## Византийско-венгерские отношения
После окончания войны 1163—1167 годов ослабленная внутренней борьбой и внешними вторжениями Венгрия оказалась в вассальной зависимости от Византии. Влияние империи еще усилилось, когда после смерти бездетного Иштвана III на престол был призван воспитанник императора Мануила I Комнина Бела III. Католическое духовенство во главе с архиепископом Эстергомским Лукашем Банффи, даже опасалось, что новый король, называвшийся в Византии Алексеем и, вероятно, принявший православие, будет насаждать в стране греческую веру, опираясь на многочисленное православное население, сохранившееся на востоке страны. Эти опасения не подтвердились, но Беле III, вступившему в Венгрию в 1172 в сопровождении войска протосеваста Иоанна Комнина, для утверждения своей власти пришлось сломить сопротивление оппозиции. 
Отпуская Белу в его страну, император взял с короля клятву оставаться верным ему и его сыну. При этом захваченные в прошлую войну Срем и Далмацию, составлявшие наследственное владение Белы, Мануил не вернул. Пока император был жив, Бела оставался его вассалом, так в битве при Мириокефале, которая положила конец так называемому «Комниновскому возрождению», в составе византийской армии сражались венгерские части под командованием бана Хорватии Омбода.

## Возвращение Срема и Далмации
После воцарения в 1180 Алексея II Комнина Бела, пользуясь слабостью правительства регентши Марии Антиохийской, решил вернуть утраченные земли. Как только было получено известие о смерти Мануила, венгерские войска перешли Дунай. Точных сообщений о том, как осуществлялась венгерская аннексия нет, но по косвенным свидетельствам можно предполагать, что войска Белы не встретили сопротивления. Города Далмации сдавались добровольно, а византийская администрация и военные покинули провинцию. Венгры заняли даже принадлежавший венецианцам Задар, что впоследствии привело к длительному конфликту с Венецией.
К концу 1181 власть венгерского короля была восстановлена в Среме, где была ликвидирована византийская фема Сирмий. При этом Бела формально оставался союзником Византии, лишь возвращавшим земли, принадлежавшие ему по праву. 

## Военные действия
По-видимому, военные действия начались во второй половине 1182, когда венгерские отряды опустошили окрестности Белграда и Браничева. Это событие было использовано византийской национальной партией, боровшейся с латинским засильем. Андроник Комнин обвинил Марию Антиохийскую в том, что она инспирировала венгерский набег; регентша была отправлена в заключение и вскоре убита. 
Убийства узурпатором императрицы-матери, а затем и юного Алексея позволили венгерскому королю выставить себя мстителем за родственников и приступить к полноценной агрессии. К этому его побуждали и противники Андроника, рассчитывавшие свергнуть кровавого узурпатора с помощью иностранной интервенции. Вероятно, в конце 1183 Бела взял Белград и Браничево, поднялся долиной Моравы, захватил и разрушил Ниш и оккупировал всю фему Ниш-Браничево. Против него были направлены войска Андроника Лапарды и Алексея Враны, но Лапарда вскоре поднял мятеж, был схвачен и казнен, а Врану император отозвал в Малую Азию для подавления новых мятежей. 
Западная граница была оставлена без защиты. Этим воспользовался сербский великий жупан Стефан Неманя, поднявший мятеж и присоединившийся к венграм. Объединенное войско двинулось на восток; Бела и Стефан Неманя вторглись в Болгарию, разграбили и разрушили Софию. Венгерский король вывез оттуда мощи святого Иоанна Рыльского. 

## Мир
По-видимому, осенью 1184 Бела прекратил военные действия, а его союзник Стефан Неманя обратился в сторону Адриатического побережья и попытался захватить Дубровник. В сентябре 1185 Андроник был свергнут и убит, а уже в ноябре Исаак II Ангел и Бела договорились о мире и союзе. Византийский император женился на дочери венгерского короля Маргарите (Марии), а район Ниша и Браничева был возвращен империи в качестве приданого невесты. Венгры возвратили в Софию мощи Иоанна Рыльского. 

## Итоги
Последствия войны были весьма тяжелыми для приходящей в упадок империи. Белград, Браничево, Ниш и София лежали в развалинах; такими они предстали перед участниками Третьего крестового похода в 1189. В ходе начавшегося в 1185 Болгарского восстания и последующей византийско-болгарской войны Бела III выступал как союзник Византии, но после его смерти в 1196 политические и культурные связи между двумя государствами прервались, тем более, что в 1190-е годы Иван Калоян завоевал Белград и Браничево и навсегда отрезал Византию от Дуная. К началу XIII века византийские войска, выбитые с севера Балканского полуострова, вели оборонительные бои уже в Македонии, а прежние владения империи стали ареной болгаро-венгерских войн.  